# 那覇市立前島小学校
那覇市立前島小学校（なはしりつ まえじましょうがっこう）は、沖縄県那覇市前島1丁目にあった公立小学校。市立前島幼稚園を併設していた。

## 沿革
- 1957年（昭和32年）
  - 1月8日 - 2階建ブロック校舎竣工。
  - 4月1日 - 那覇市の人口増加により、既存施設では対応できなくなったため、久茂地小学校と壺屋小学校の一部学区を分離して開校。
  - 4月5日 - 開校式挙行。
  - 7月1日 - ミルク給食開始。
- 1958年（昭和33年）
  - 2月5日 - 3階建ブロック校舎竣工。
  - 5月15日 - 校章制定。
- 1962年（昭和37年）2月10日 - 校歌制定。
- 1963年（昭和38年）11月1日 - 完全給食実施。
- 1972年（昭和47年）11月18日 - 体育館竣工。
- 1981年（昭和56年）4月24日 - プール竣工。
- 1987年（昭和62年）2月28日 - 創立30周年記念式典挙行・祝賀会開催。
- 1992年（平成4年）9月12日 - 学校週5日制実施。
- 1997年（平成9年）2月22日 - 創立40周年記念式典挙行・祝賀会開催。
- 1998年（平成10年）8月14日 - 体育館解体工事開始。
- 1999年（平成11年）
  - 3月1日 - 体育館竣工。
  - 3月27日 - 体育館改築記念式典祝賀会開催。
- 2007年（平成19年）2月23日 - 創立50周年記念式典祝賀会開催。
- 2014年（平成26年）
  - 3月20日 - 最後の卒業式挙行。卒業生は36名だった。
  - 3月25日 - 閉校式挙行。
  - 3月31日 - 久茂地小学校と統合した那覇小学校開校により、閉校。那覇小学校校舎は、本校の施設を継続使用する。

## 学区
- 那覇小学校の学区から久茂地小学校の学区を除いた地域。

## 周辺
- 那覇市立那覇小学校#周辺を参照。

## アクセス
- 那覇市立那覇小学校#アクセスを参照。